# Mellanrumslösning
Inom kemin är en mellanrumslösning en typ av fast lösning som uppstår när lösta och vanligtvis små atomer (såsom kol, kväve och väte) sitter i ett mellanrum i ett kristallgitter utan att ändra på basatomernas struktur. Utbyteslösningar är en annan typ av fasta lösningar.
Ett exempel på en mellanrumslösning är då kol löses i järnallotropen austenit. Austenit har en ytcentrerad kubisk struktur vars storlek och form är väl anpassad för att lösa små atomer.